# Bäckanäs
Bäckanäs är ett bostadsområde i Jönköpings kommun och län belägen strax norr om tätorten Skärstad i Skärstads socken  och väster om Berghem. Området består av bebyggelse utmed Grännavägen.
År 1995 avgränsade SCB en småort här med 51 invånare på 11 hektar.